# William Roache

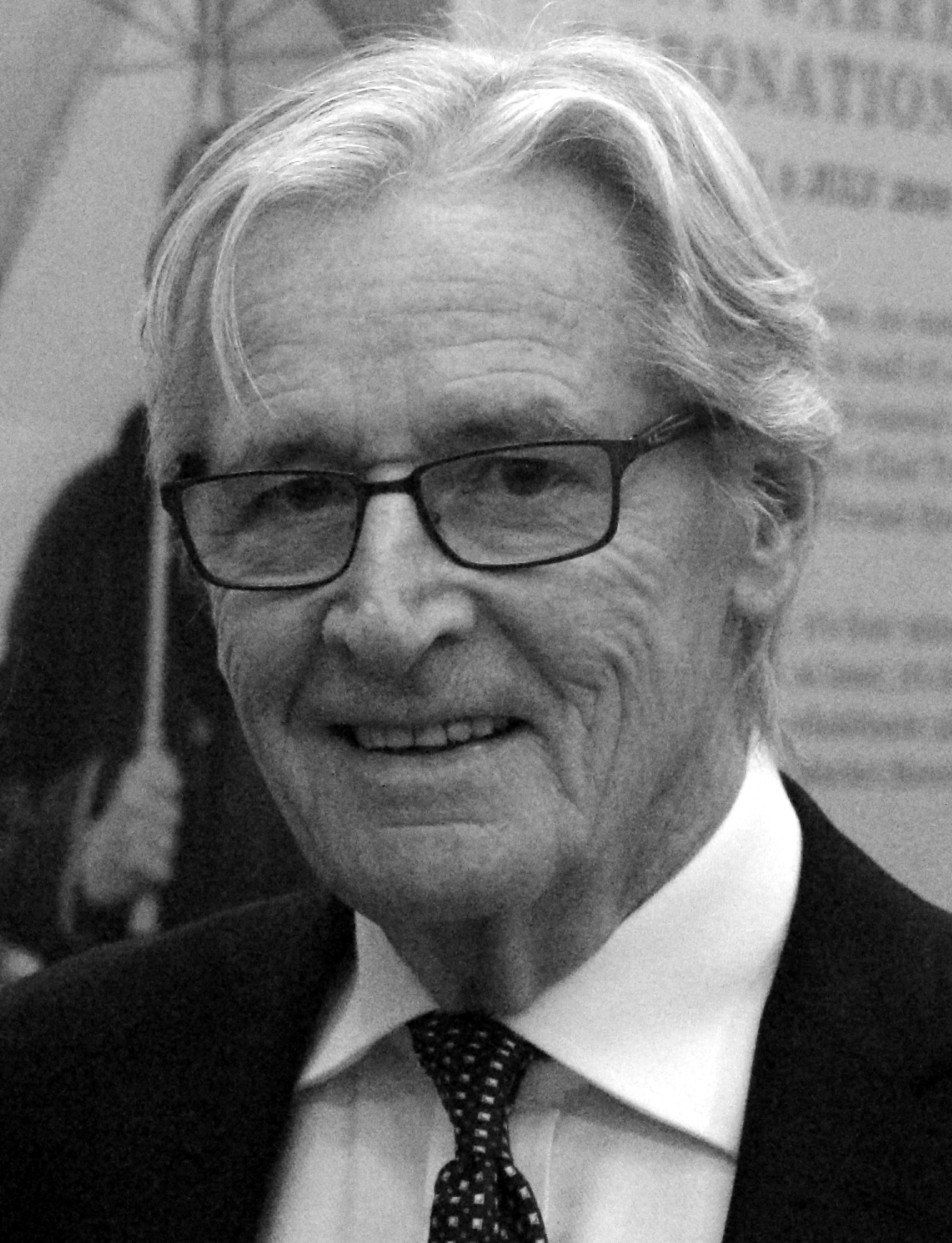
William Roache (2017)

William Patrick Roache (* 25. April 1932 in Basford, Nottingham) ist ein britischer Schauspieler.

## Leben

### Herkunft und Anfänge
Roache, der die Waldorfschule und später die methodistische Rydal Penrohos Schule besuchte, trat der britischen Armee bei und wurde 1953 zum Regiment der Royal Welch Fusiliers berufen. Innerhalb eines Jahres wurde er zum Leutnant befördert. Als er der Armee im Jahr 1956 den Rücken kehrte, war sein Rang der eines Hauptmanns. Roache leidet an Tinnitus aufgrund einer Granatenexplosion während seines Militärdienstes.
Roache wandte sich danach der Schauspielerei zu und absolvierte eine professionelle Schauspielausbildung.

### Coronation Street
Im Vereinigten Königreich wurde er vor allem durch seine seit der ersten Folge verkörperte Rolle des Ken Barlow in der seit dem 9. Dezember 1960 laufenden britischen Seifenoper Coronation Street bekannt. Im Guinness-Buch der Rekorde wird er damit als der dienstälteste männliche Schauspieler in einer fortlaufenden Rolle geführt. 1999 wurde er für diese Rolle mit dem Lifetime Achievement Award bei den British Soap Awards ausgezeichnet. Im Jahr 2000 wurde Roache für seine künstlerischen Aktivitäten, insbesondere für seine langjährige Rolle in Coronation Street, zum MBE ernannt.

### Privates
Roache war in erster Ehe von 1961 bis 1974 mit der Schauspielerin Anna Cropper (1938–2007) verheiratet. Aus der Ehe gingen zwei Kinder hervor, der Schauspieler Linus Roache und seine Tochter Vanya, die am 2. März 2018 im Alter von 50 Jahren starb. Im Jahr 1978 heiratete er das Model Sara McEwan Mottram, die am 7. Februar 2009 im Alter von 58 Jahren starb. Mit ihr hat er die Tochter Verity Elizabeth (* 1981) und den Sohn William James Roache (* 1985), welche ebenfalls als Schauspieler tätig sind. Das Paar hatte noch die Tochter Edwina, die 1983 im Alter von 18 Monaten starb.
In einer gegen Roache im Mai 2013 erhobenen Anklage wegen Vergewaltigung an einer Minderjährigen wurde er freigesprochen.

### Sonstiges
Im Jahr 1991 gewann Roache eine Verleumdungsklage gegen die Zeitschrift The Sun, die behauptet hatte, er werde von den weiteren Schauspielern der Coronation Street gehasst, von den Autoren als Lachnummer behandelt und sei genauso langweilig und selbstgefällig wie der Charakter, den er in der Serie spiele. 
Im Jahr 2008 erschien seine Biografie unter dem Titel Soul on the Street.

## Filmografie
- 1958: Hinter der Maske (Behind the Mask)
- seit 1960: Coronation Street – Rolle: Ken Barlow – über 4500 Episoden
- 1960: Die Rakete zur flotten Puppe (The Bulldog Breed) – Space Center Betreiber
- 1960: Knight Errant Limited – Rolle: David – Episode, Eve and the Serpent
- 1961: His and Hers
- 2005: Comic Relief: Red Nose Night Live 2005 – Rolle: Harry
- 2012: Ken and Deirdre’s Bedtime Stories – Rolle: Ken Barlow
- 2014: For the Love of Dogs
- 2017: Missing Crown Jewels – Rolle: er selbst